# Право вето Президента России
В конституционном праве Российской Федерации правом вето обладают два института государственной власти — Совет Федерации (верхняя палата Парламента) и Президент России.
Под правом вето Президента Российской Федерации понимается отклонение федеральных законов для устранения противоречий между ним и Федеральным Собранием России (Государственной Думой и Советом Федерации РФ).

## Правовые основы отклонения законов Президентом РФ
Президент России рассматривает федеральные законы в течение 14 дней после поступления их из Совета Федерации либо из Государственной Думы. Если на законопроект накладывается вето Президента РФ, верхняя и нижняя палаты Парламента незамедлительно уведомляются об этом. В случае, если они готовы доработать законопроект, создаётся спецкомиссия из депутатов Государственной думы и представителей Президента России. Сенаторы РФ также могут состоять в спецкомиссии, однако это не регулируется ни Конституцией Российской Федерации, ни какими-либо законодательными актами, а относится на усмотрение Президента и (или) Государственной Думы РФ. Члены комиссии должны либо вновь рассмотреть данный законопроект с учётом возражений главы государства, либо снять его с рассмотрения окончательно (Глава 15 Регламента Государственной Думы). Также Государственная Дума и Совет Федерации РФ могут преодолеть вето Президента, если обе палаты проголосуют конституционным (квалифицированным) большинством. Для преодоления вето требуется ⅔ голосов каждой из палат (не менее 300 депутатов и 120 сенаторов).
Формирование спецкомиссии возможно только после предложения Президента РФ. Государственная Дума не вправе предлагать её создание. Если Президент РФ не предложил сформировать специальную комиссию, Государственная Дума правомочна либо согласиться с мнением Президента и снять законопроект с дальнейшего рассмотрения, либо проголосовать повторно за него квалифицированным большинством, начав процедуру преодоления вето Президента Российской Федерации.
Президент РФ до подписания правовых актов может обратиться в Конституционный Суд Российской Федерации за правовой оценкой федеральных законов. Если Конституционный Суд подтвердит его конституционность, Президент России подписывает документ в трёхдневный срок. Если же Конституционный Суд признает законопроект не соответствующим Конституции Российской Федерации, Президент возвращает его в Государственную Думу (пункт 3, статья 107 Конституции Российской Федерации).
На Федеральные конституционные законы накладывать вето Президента РФ не имеет смысла, поскольку для их принятия требуется более сильное квалифицированное большинство в ¾ голосов от общего числа сенаторов в Совете Федерации. Для преодоления вето Президента РФ требуется меньше голосов сенаторов ― ⅔ от их общего числа. В теории конституционного права Федеральные конституционные законы имеют больший правовой статус, чем вето Президента России.

## Повторное рассмотрениефедеральныхзаконов, отклонённых Президентом России
Указанные законодательные акты обладают рядом особенностей при повторном рассмотрении:
1) Совет Федерации обязан рассмотреть законопроект, отклонённый Президентом, в 14-дневный срок после его поступления из Государственной Думы. Если законопроект не был рассмотрен Советом Федерации, вето Президента не может быть преодолено;
2) Если Совет Федерации не укладывается в 14 дней, он обязан перенести обсуждение законопроекта на следующее заседание и на нём вынести обязательное решение (преодолевать вето Президента либо нет);
3) Государственная Дума не может преодолеть вето Совета Федерации;
4) Запрещается создание согласительной комиссии между Государственной Думой и Советом Федерации по вопросу вето Президента России;
5) Если обе палаты проголосовали конституционным (квалифицированным) большинством, Президент РФ обязан подписать и обнародовать федеральный закон в течение 7 дней после получения Постановлений обеих палат Парламента.

## Практика применения вето Президента РФ

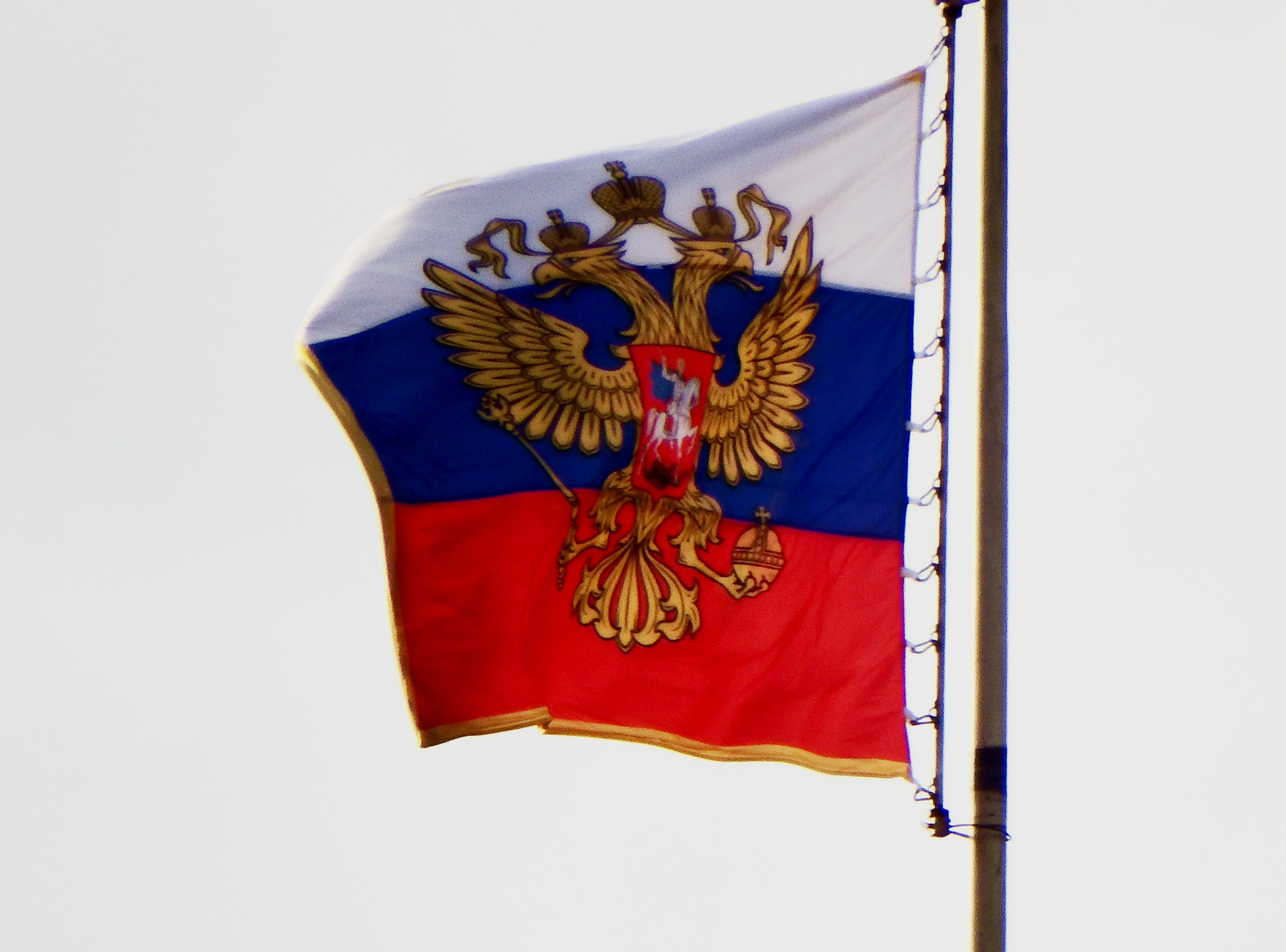
Штандарт Президента РФ над Московским Кремлём

### ПрезидентствоЕльцина Бориса Николаевича(первый, второй срок)
Впервые механизм согласительной комиссии был задействован в 1995 году, когда принимался резонансный законопроект «О выборах депутатов Государственной Думы Федерального Собрания». Советом Федерации закон отклонялся дважды. После второго отклонения Государственная Дума преодолела вето Совета Федерации, направив закон Президенту РФ на подписание. Президент РФ в свою очередь также решил заветировать данный законопроект с учётом мнения Совета Федерации и предложил создать трёхстороннюю Согласительную комиссию. Помимо депутатов от двух палат Федерального Собрания в комиссию вошли представители от Президента России.
В результате закон прошёл через Государственную Думу, одобрен Советом Федерации и подписан Президентом РФ. Появилась правовая возможность проведения выборов в Государственную Думу в конституционные сроки.

### ПрезидентствоПутина Владимира Владимировича(первый, второй срок)
21 мая 2003 года Президент РФ отклонил федеральный закон "О внесении изменений и дополнений в Федеральный закон  «О драгоценных металлах и драгоценных камнях». Автор законопроекта — член Совета Федерации Александр Лебедь. Закон разрешал физическим лицам добывать драгоценные металлы и драгоценные камни (за исключением алмазов) в местах, не востребованных и не состоящих на балансе месторождений. Для этого нужно быть индивидуальным предпринимателем и получить лицензию на старательскую обработку недр, однако процедура получения — кто и в каком порядке её выдаёт — оставалась неясной. Индивидуальные предприниматели смогут осуществлять добычу только на участках недр местного значения, которые в количественном и качественном отношении не являются объектами промышленной разработки. Однако в законе не было дано чётких критериев термину «недра местного значения». Кроме того, горнопромышленные организации подчёркивали, что новшество в законе фактически приравняет лиц физических с юридическими.
26 июня 2003 года депутаты проголосовали большинством голосов (317) за снятие закона с рассмотрения окончательно, согласившись с мотивами решения Президента России; 4 — против, воздержались двое.
21 декабря 2004 года Президент РФ наложил вето на Федеральный закон «Об ограничении розничной продажи и потребления (распития) в общественных местах пива и напитков, изготавливаемых на его основе», внесённый в федеральный парламент законодательным собранием Омской области. Устанавливались ограничения продажи указанной продукции в общественных местах, кроме мест общественного питания, а также запрет продажи несовершеннолетним.
Путин В. В. в своих письмах Федеральному собранию отметил, что законопроект следует конкретизировать в части запрета продажи в детских, образовательных, медицинских организациях, в общественном транспорте городского и пригородного сообщения, а также запретить продавать пиво (пивосодержащие напитки) несовершеннолетним. Также необходимо ввести запрет на распитие пива (пивосодержащих напитков) в местах, где не разрешена розничная продажа указанной продукции. Несовершеннолетним рекомендовано запретить употреблять пиво во всех общественных местах. При этом органам местного самоуправления даются полномочия по определению места продажи пива (пивосодержащих напитков). Такие решения должны публиковаться в региональных и муниципальных средствах массовой информации. Также Президент России очертил сферу действия данного закона и рекомендовал исключить из его действия пиво и пивные напитки с содержанием этилового спирта менее 0,5 % от объёма готовой продукции.
19 января 2005 года в Государственной Думе была создана спецкомиссия, в которую вошли 10 депутатов. Главой спецкомиссии выбран Валерий Драганов, председатель комитета по экономической политике, предпринимательству и туризму в Государственной Думе. Закон принят в согласованной редакции и опубликован в «Парламентской газете» 14 марта 2005 года.
22 июля 2005 года Президент РФ наложил вето на закон «О государственном регулировании обращения с ломом и отходами цветных и чёрных металлов». Данный законопроект разрабатывался с 1999 года.
Рабочая группа из депутатов Гусева В. К., Пузановского А. Г., Сулакшина С. С., Корниенко В. У., Романова П. В., Степанова В. А. и Севенарда Ю. К. под председательством Пехтина В. А. предлагала установить перечень видов лома и отходов цветных металлов, которые не будут приниматься у физических лиц. Также предлагалось запретить приём лома у несовершеннолетних и запретить проводить расчёты за приёмку лома и цветмета наличными деньгами.
В документе говорилось, что переплавка лома должна быть отдельно лицензируемым видом деятельности. При этом переплавка на металлургических предприятиях должна осуществляться под соблюдением экологических норм ВТО и правил техники безопасности. При указанных условиях законом разрешался экспорт лома из России металлургическими предприятиями.
Правительство наделялось правом назначать уполномоченные организации, которые будут работать с ломом цветных металлов.
Также вводилась обязательная лицензия на эксплуатацию взрывоопасного производственного объекта. Помимо лицензии, малый бизнес по закону обязан был иметь собственное оборудование с определёнными техническими характеристиками и допустимой производственной мощностью.
Причиной отклонения законопроекта стали статьи, ужесточающие порядок лицензирования по переплавке лома и эксплуатации взрывоопасных объектов.
Закон лоббировали естественные монополии, прежде всего РАО «ЕЭС России», для уменьшения хищений лома и цветных металлов на собственных предприятиях, а также крупные сборщики лома, которые хотели вытеснить с рынка мелких металлосборщиков.
16 ноября 2005 года создалась спецкомиссия для разрешения противоречий между Федеральным собранием и Президентом РФ, однако законопроект был снят с рассмотрения Государственной думы 14 мая 2008 года.
27 декабря 2005 года Президент РФ наложил вето на принятый Советом Федерации законопроект о Ратификации Соглашения между правительствами России и Республики Кипр о поощрении и взаимной защите капиталовложений.
В качестве объяснения отклонения было отмечено, что, несмотря на то, что Кипр является крупнейшим источником иностранных инвестиций в российскую экономику, большинство этих инвестиций составляют операции офшорных компаний, выгодоприобретателями которых являются предприниматели под российской юрисдикцией. Тем самым, по мнению Президента РФ, для них открывается путь в международные арбитражи с исками против Российской Федерации. Тот факт, что статья 10 данного Соглашения провозглашает обратную силу с 1 января 1987 года, даёт основание для десятков исков против Российской Федерации, что негативно отразится на российской экономике.
Указанный законопроект относится к ратификационным грамотам. Для подобных международных документов спецкомиссии и согласительные комиссии не создаются. 21 мая 2008 года Соглашение было окончательно снято с рассмотрения Советом Государственной Думы.
В этот же день, 27 декабря, Путиным В. В. был отклонён также законопроект, вносящий поправки в закон «О рынке ценных бумаг». В регулирование ценных бумаг вводились три вида новых облигаций — с залоговым обеспечением, с возможностью досрочного погашения и особыми условиями исполнения.
По мнению Президента РФ, данные новеллы противоречат международному праву и Гражданскому кодексу РФ.
Президент Национальной ассоциации участников фондового рынка (НАУФОР) — Алексей Викторович Тимофеев — выразил сожаление из-за отклонения, поскольку данный законодательный акт разрабатывался непосредственно с участием ассоциации. Участники фондового рынка надеялись, что после доработки в Государственной Думе новую редакцию утвердят, поскольку поправки очень нужны уже в 2006 году. Однако Государственная Дума в 2008 году отклонила закон окончательно.
9 января 2006 года Путин В. В. заветировал поправки к закону «Об акционерных обществах», которые упраздняли обязательный надзор Росимущества за сделками с акциями компаний, где государство является миноритарным акционером. При государственном (муниципальном) владении более 2 % от общего пакета акций, акционерные общества освобождались от государственного контроля за сделками АО:
1. при размещении ценных бумаг;
2. при оплате дополнительных акций неденежными средствами;
3. при размещении дополнительных акций посредством подписки.

Глава государства посчитал необоснованным утрату надзора Росимуществом за акционерными обществами, где государственные (муниципальные) инвесторы владеют миноритарным пакетом акций. 25 января была создана спецкомиссия, которая доработала закон с учётом мнения Президента РФ. 29 июля Федеральный закон в согласительной редакции был опубликован в «Российской газете».
5 апреля 2006 года Президент РФ отклонил поправки в Федеральный закон «О милиции», несмотря на 39 положительных отзывов региональных Парламентов, а также положительного отзыва Совета Федерации о законопроекте. Проект закона внесло Правительство Российской Федерации.
Закон предусматривал наделение полномочиями Министра внутренних дел по утверждению положений региональных управлений органов внутренних дел, а также полномочиями по решению кадровых вопросов. Ко второму чтению внесена также поправка, что начальники криминальной милиции в генеральском звании будут утверждаться Президентом РФ, а начальники криминальной милиции не в генеральском звании (полковничьем) будут утверждаться Министром внутренних дел. Эта норма и была отклонена Путиным В. В.
Глава государства в пояснительной записке к заветированному закону отметил, что порядок назначения на должности в системе указанного Министерства и освобождения от этих должностей должен определяться исключительно Президентом РФ (статья 32 Федерального конституционного закона «О правительстве Российской Федерации»)
. С учётом поправок, внесённых специальной комиссией, закон был принят и опубликован в «Российской газете» 28 июля 2006 года, в Собрании законодательства Российской Федерации 31 июля 2006 года.
На данный момент ФЗ «О милиции» утратил силу в ходе реформы и переименования в полицию. Также утратил свою силу ФКЗ «О правительстве Российской Федерации» № 2 от 1997 года с 1 января 2021 года.
21 декабря 2006 года Президентом РФ отклонены поправки в Кодекс об административных правонарушениях. По его мнению, полномочия военной автомобильной инспекции расширяются необоснованно и в противоречии с законодательством Российской Федерации. В заветированном законопроекте данное подразделение было в праве:
а) отстранить водителя транспортного средства от управления;
б) направить на медицинское освидетельствование при подозрении в опьянении;
в) задержать транспортное средство;
г) запретить эксплуатацию транспортного средства;
д) принудительно доставить водителя транспортного средства в помещение военной комендатуры (военной части);
е) задержать водителей транспортных средств Вооружённых сил Российской Федерации, Федеральной службы безопасности, Федеральной службы охраны, Службы внешней разведки при нарушении Правил дорожного движения.
Путин В. В. посчитал, что такая широкая трактовка полномочий противоречит Федеральным законам «О федеральной службе безопасности» и «О государственной охране». По его мнению, сотрудникам военной автомобильной инспекции при исполнении своих служебных обязанностей не допускается привод, задержание, личный досмотр, досмотр вещей и транспортных средств указанных служб без их официального представителя либо без решения суда. Статья 20 Федерального закона «О внешней разведки» гласила, что никто не в праве вмешиваться в служебную деятельность сотрудников внешней разведки Российской Федерации, кроме прямо установленных для этого органов и(или) лиц. Законопроект был снят с рассмотрения.
В апреле 2007 года Президент РФ наложил вето на Федеральный закон «О Знамени Победы». Государственная Дума в марте приняла данный законодательный акт, однако 30 марта Совет Федерации воспользовался правом вето и отклонил его. Причиной разногласий стало то, что Государственная Дума предлагала убрать с символа Знамени Победы серп и молот, оставив пятиконечную звезду. В Совете Федерации выступили резко против данной инициативы, пояснив, что над рейхстагом в 1945 году серп и молот присутствовал, как символ победившего государства. Госдума решила преодолеть вето Совета Федерации и 6 апреля рассмотрела текст повторно в ранее принятой редакции. «За» проголосовало 332 депутата, против — 99. Документ поступил на подпись Президенту РФ, минуя Совет Федерации. Однако 20 апреля Президент России также заветировал данный закон. В разосланных письмах в обе палаты Федерального Собрания говорилось, что к главе государства обратилась возмущённая общественность из ветеранских организаций и требовала вернуть символы СССР. Президент РФ предложил создать специальную комиссию для урегулирования противоречий. В результате её деятельности серп и молот вернулся на штурмовой флаг. Федеральный закон подписан 7 мая 2007 года.

### ПрезидентствоМедведева Дмитрия Анатольевича
2 ноября 2009 года Президент РФ отклонил Федеральный закон «О создании и упразднении некоторых районных (городских) судов Оренбургской области». Государственная Дума и Совет Федерации допустили ошибку в названии Асекеевского района Оренбургской области. В Федеральном законе указанный район значился как Алексеевский, что противоречило Уставу Оренбургской области. Такого района в её составе нет. 18 ноября закон в отредактированной версии был утверждён подписью Президента РФ.
27 мая 2010 года Медведев Д. А. заветировал федеральный закон «О внесении изменения в статью 54 Федерального закона „О связи“». Авторы законопроекта — Владимир Горбачёв, Сергей Озеров и Василий Кузнецов. Указанная группа депутатов хотела сохранить сложившуюся схему расчётов за услуги связи с населением, при которой у абонента имелась возможность оплатить услуги связи через широкую сеть сервисного обслуживания: в банкоматах, банковских отделениях, платёжных терминалах, а также через узлы связи и почтовые отделения.
С 1 января 2010 года эта схема стала невозможной из-за вступления в силу Федерального закона «О деятельности по приему платежей физических лиц, осуществляемой платежными агентами» (№ 103-ФЗ). Согласно новому регулированию, посредник между оператором связи и владельцем платёжного терминала должен быть только один. Оплата за связь в банковских и почтовых отделениях выходила за рамки закона. Но практика показывала, что агентские отношения в сфере связи применяются гораздо шире, чем где бы-то ещё. Данная поправка в статью 54 Федерального закона «О связи» должна была гарантировать сложившийся порядок расчётов населения в обход Федерального закона № 103-ФЗ.
Законопроект получил положительный отзыв Правительства РФ, однако 3 марта Сенат наложил на него вето Совета Федерации. Сенаторы посчитали, что данная редакция может привести к финансовым злоупотреблениям (уходу от уплаты налогов, незаконному обналичиванию денежных средств) и нарушению законных прав плательщиков и поставщиков услуг связи. Также их не устроил правовой статус платёжного агента в сфере связи.
17 марта была создана согласительная комиссия, в ходе работы которой Советом Федерации было представлено Думе три варианта законопроекта. Ни один из них её не устроил. Срок работы согласительной комиссии истек 30 апреля безрезультатно. 19 мая 2010 года Государственная дума преодолела вето конституционным большинством (351 голос «за»), отправив документ напрямую на подпись Президенту РФ в первоначальной редакции.
Однако глава государства также заветировал закон с учётом мнения членов Совета Федерации. 16 июня 2010 года законопроект был окончательно снят с рассмотрения.
5 ноября 2010 года Президент РФ отклонил Федеральный закон о внесении поправок в ФЗ «О собраниях, митингах, демонстрациях, шествиях и пикетированиях», ужесточающий правила проведения митингов. Авторами законопроекта были депутаты Государственной думы пятого созыва С. А. Марков, П. В. Тараканов, И. Н. Касьянов. Глава государства посчитал, что поправки к закону противоречат конституционному праву граждан на проведение публичных мероприятий.
Поправки вводили ряд новых ограничений в организацию митингов. Запрещалось публично анонсировать акцию до момента её одобрения властями, а также проводить митинги и шествия гражданам РФ, которые ранее были оштрафованы за административные правонарушения, связанные с организацией митингов. Кроме того, если на митинг приходило больше участников, чем оговаривалось в заявке, организаторам также грозил штраф. Заявка в органы власти должна была поступить за три календарных дня вместо трёх дней рабочих.
Закон также ужесточал применение транспортных средств при проведении митингов. На их организаторов ложилась ответственность за транспортную безопасность, если планировалось проведение автопробегов и автошествий.
Глава государства, однако, посчитал, что проведение публичных мероприятий — это эффективное воздействие на органы власти через выражение общественного мнения. Право на проведение публичных мероприятий непосредственно связано с правами граждан на участие в управлении делами государства и свободу мнений. Ограничение перечисленных прав допускается только в крайних случаях. При этом он поддержал норму об ужесточении транспортной безопасности при проведении митингов.
Правозащитники Лев Пономарёв и глава Московской Хельсинкской группы Людмила Алексеева приветствовали решение Президента РФ по наложению вето на закон. КПРФ также поддержала решение Дмитрия Медведева, поскольку фракция изначально голосовала против.
16 ноября 2010 года была создана спецкомиссия. От Государственной думы в неё вошли Марков Сергей Александрович (сопредседатель Комиссии), Захарьящев Василий Иванович и Кузьмина Алла Владимировна. От Президента РФ в Комиссию вошёл Минх Гарри Владимирович. Основная поправка предполагала двойное наказание за одно и то же административное нарушение: граждан, которые уже заплатили штраф за организацию несанкционированной акции, планировалось поразить в правах за то же нарушение в течение года, запретив всякую активность на митингах. При работе спецкомиссии за снятие данной нормы проголосовали все единогласно.
13 декабря 2010 года Президент РФ подписал Федеральный закон, № 344-ФЗ в согласованной редакции.

### ПрезидентствоПутина Владимира Владимировича(третий, четвёртый срок)
11 декабря 2012 года глава государства отклонил законопроект «О внесении изменений в Федеральный закон Об инновационном центре „Сколково“». Вето было наложено из-за того, что не были чётко прописаны критерии для оценки результатов деятельности «Сколково». Управляющей компании при «Сколково» давалось неадекватно большое количество полномочий, а именно права утверждения градостроительной политики. Авторами документа были депутаты Госдумы РФ VI созыва от «Единой России» Сергей Железняк, Олег Савченко, Людмила Огородова, Валерий Иванов и Сергей Кривоносов. 24 января 2018 года законопроект был окончательно снят с рассмотрения Государственной Думой.
29 декабря 2016 года Президент РФ заветировал законопроект "О внесении изменений в статьи 15 и 16 Федерального закона «Об общих принципах организации местного самоуправления в Российской Федерации» и Федеральный закон «Об образовании в Российской Федерации». Данный документ был внесён в нижнюю палату Парламента Правительством РФ и касался создания федеральной и региональных информационных систем «Контингент обучающихся». По мнению главы государства, в законе не был конкретизирован перечень сведений, содержащихся в данных системах. Также не установлен перечень лиц, который имеет право обращаться к этим данным.
Среди лоббистов снятия данного законопроекта с рассмотрения выступила родительская общественность. В обращении организаций православно-патриотического толка к Президенту и согражданам был детальный разбор опасных моментов в законе, нарушающих конституционные права граждан. С резкой критикой законопроекта выступила также сенатор Мизулина Е.Б. Она назвала законопроект «антиконституционным и антисемейным», «грубо нарушающим конституционное право граждан на неприкосновенность частной жизни, личную и семейную тайну». «По Конституции права гражданина могут быть ограничены только федеральным законом, а не подзаконными актами».
Подзаконными актами правительство должно было определить порядок создания баз данных, перечень органов, имеющих право доступа к данным и порядок их обработки. Заработать единая база должна была в 2022 году. По возвращении в Государственную Думу законопроект был снят с рассмотрения 24 мая 2018 года.
15 июня 2021 года Президент РФ наложил вето на законопроект "О внесении изменений в статью 57 Федерального закона «О средствах массовой информации» и статьи 12 и 13 Федерального закона «О защите детей от информации, причиняющей вред их здоровью и развитию». Документ предусматривал ужесточение ответственности журналистов и редакций при дословном цитировании ими контента другого СМИ. Устанавливалось также, что главные редактора СМИ в первую очередь ответственны за распространение заведомо ложной информации. Если же главных редакторов установить не удалось, журналист несёт полную ответственность за распространение ложных, противоправных и порочащих сведений.

Галина Арапова, глава Центра защиты прав СМИ, высказала мысль, что такие поправки смогли бы усилить самоцензуру главных редакторов, которые были бы вынуждены нести персональную ответственность за любые материалы.
Заместитель председателя Государственной Думы по информационной политике Александр Ющенко от фракции КПРФ назвал законопроект «достаточно сырым». При его принятии фейками можно было бы признать любую информацию.
Авторы законопроекта — члены фракции «Единая Россия» Сергей Боярский и Евгений Ревенко. 20 июля 2023 года комитетом Государственной Думы по информационной политике, информационным технологиям и связи данные новеллы предложено снять с рассмотрения Государственной Думы. Процедура отклонения состоялась 16 ноября 2023 года.

## Преодоление вето Президента России

### Федеральный закон «О культурных ценностях, перемещенных в Союз ССР в результате Второй мировой войны и находящихся на территории Российской Федерации»
9 апреля 1996 года в Государственную Думу был внесён законопроект «о реституции культурных ценностей», перемещённых в ходе Великой Отечественной войны на территорию Союза ССР.
Этот законодательный акт был призван защитить музейные фонды России от пересмотра прав собственности на объекты культуры. Коллекции, принадлежащие Венгрии, Польше, Восточной Германии были практически полностью возвращены. Однако много произведений из германских коллекций до сих пор находятся в России.
Борис Ельцин и канцлер Германии Гельмут Коль неоднократно поднимали вопрос о возвращении культурных ценностей из России в Германию.
24 июня 1994 года состоялись парламентские слушания, в ходе которых Совет Федерации обязался подготовить проект данного Федерального закона о реституции и о компенсаторной реституции (экспроприации культурных ценностей государства-агрессора в счёт стоимости понесённых убытков за время его оккупации). К разработке законопроекта подключились также депутаты Государственной думы Губенко Н.Н., Астраханкина Т.А., Гудима Т. М. и Тарасов В.М.
21 апреля 1995 года Государственная Дума приняла Постановление о моратории на возвращение культурных ценностей из России, перемещённых в годы Великой Отечественной войны.
Противостояние Президента РФ и Федерального собрания по вопросу перемещённых культурных ценностей вышло на критический уровень . Ельцин Б. Н. считал, что разработанный законопроект нарушает нормы международного права, ослабляет российские позиции на переговорах по этому вопросу с Францией, Германией, Лихтенштейном, Польшей, Венгрией, Нидерландами и другими странами. Федеральное собрание, напротив, настаивало, что оккупация нацистской Германией части СССР позволяет России, как государству-правоприемнику Советского Союза, не возвращать культурные ценности стране-агрессору и использовать их в качестве компенсации.
Вопреки позиции Президента РФ 17 мая 1996 года Государственная Дума одобрила законопроект в первом чтении, 5 июля 1996 года — во втором и третьем чтении.
Однако 17 июля 1996 года Совет Федерации отклоняет закон «о реституции» с предложением создать Согласительную комиссию. При согласованном тексте законопроект вновь утверждается Государственной Думой, проходит через Совет Федерации и поступает на подпись к Президенту РФ.
Но 17 марта 1997 года закон в свою очередь отклоняется главой государства.
В письмах, направленных в Госдуму и Совфед, Борис Ельцин разъяснил мотивы отклонения:
... при регулировании вопроса о статусе перемещенных культурных ценностей в законе не делается различий между бывшими неприятельскими, союзническими и нейтральными государствами, а также различными категориями частных лиц в отношении прав собственности на культурные ценности.
(законом) предоставляется совсем не очевидный режим наибольшего благоприятствования бывшим союзным республикам, входившим в состав СССР в границах на 1 февраля 1950 года, в части передачи культурных ценностей.
Федеральный закон «о реституции» вернулся в Государственную Думу, которая не согласилась с мотивировкой главы государства, запустив механизм повторного рассмотрения в прежней редакции. 4 апреля 1997 года Государственная Дума преодолела вето Президента. Результаты голосования: «за» — 308 голосов, против — 15 голосов, воздержалось 8 человек. Нижняя палата Федерального собрания проголосовала конституционным (квалифицированным) большинством, направив заветированный Президентом РФ закон для дальнейшего преодоления в Совет Федерации.
14 мая 1997 года Совет Федерации при рассмотрении также утвердил данный законодательный акт конституционным большинством, преодолев вето главы государства: 141 сенатор «за», 14 ― «против», 14 воздержалось. По норме Конституции РФ (п.3, ст. 107) Президенту России отводится 7 дней для обязательного подписания закона, преодолевшего его вето.
Однако глава государства подписывать законопроект отказался и вернул его в Государственную Думу без рассмотрения. 13 июня 1997 года Федеральное собрание Российской Федерации официально обратилось к Президенту РФ с заявлением о недопустимости нарушения Конституции РФ. В свою очередь Президент РФ сослался на нарушение необходимых процедур для преодоления вето.
Он обвинил Государственную Думу в систематической неявке на пленарные заседания. По его словам, на момент голосования численность депутатов в зале не была достаточной для конституционного большинства, голосование проводилось за других депутатов, поэтому процедура преодоления вето Государственной Думой технически нарушена. Итоги голосования в Совете Федерации Президент РФ также поставил под сомнение, так как оно проводилось опросными листами. Такая форма голосования не характерна для всей палаты и применяется лишь при отсутствии сенатора на заседании по уважительным причинам.
Совет Федерации и Государственная Дума обратились в Конституционный суд с просьбой о разрешении спора между Федеральным собранием РФ и Президентом РФ о том, лежит ли на нём обязанность подписать «закон о реституции» при преодолении вето Президента РФ.
В Постановлении от 6 апреля 1998 года Конституционный суд обязал Президента РФ подписать и обнародовать Федеральный закон «О культурных ценностях, перемещенных в Союз ССР в результате Второй мировой войны и находящихся на территории Российской Федерации», отметив, что для оценки конституционности закона Президент РФ вправе обратиться в Конституционный суд.
15 апреля 1998 года Федеральный закон «о реституции» был подписан Президентом РФ, вступив в силу со дня его официального опубликования в «Российской газете» — 21 апреля 1998 года.